# 쉬쉬쉬잇
《쉬쉬쉬잇》은 1984년 9월 9일에 MBC TV에서 방영되었던 베스트셀러극장이다.

## 줄거리
덕구(한인수)는 자신이 하는 모든 일들이 항상 끝판에 가서 실패하자 위기의식에 휩싸인다.
그는 자신의 이런 심약한 정신상태를 극복하기 위해 사장 딸 영애(오미연)에게 접근한다.
처음으로 계획한 일을 성공시킨 덕구는 미인인 신부와 재산을 동시에 얻지만 영애를 노혔던 숱한 라이벌들의 위협을 받는다.

## 출연
- 한인수
- 오미연
- 박상조
- 박소현
- 박경현
- 정호근